# ものぐさ三人兄弟
ものぐさ三人兄弟(Die drei Faulen, KHM 151)は、『グリム童話』に収録されている作品である。

## あらすじ
あるところに王様がいた。三人の息子がおり、同じように可愛がっていたので誰を後継者にするか悩んでいた。いよいよ死ぬと言うときになり三人の息子を呼び寄せ、この中で一番のものぐさを王にすると言った。
長男は「寝ているときに滴が天井からしたたり目の中へ入ってくる。目をつぶれば眠れるけど、つぶるのが面倒なほどものぐさである」と言った。次男は「火にあたっているときに足を引っ込ますくらいなら、かかとを火傷したほうがましと考えるくらいのものぐさである」と言った。三男は「絞首刑で縄を巻きつけられたときに、誰かがやってきて、小刀を手に持たせてくれて縄を切るよう言ったとき、それで手を持ち上げるくらいなら死ぬほうがましなほどのものぐさである」と言った。
王は三男を国王にすると言った。